# Lycodes hubbsi
Lycodes hubbsi is een straalvinnige vissensoort uit de familie van de puitalen (Zoarcidae). De wetenschappelijke naam van de soort is voor het eerst geldig gepubliceerd in 1955 door Matsubara.